# عبدالحسین امیراحتشامی
سرتیپ عبدالحسین‌خان سهام السلطان امیراحتشامی گوران کرندی از خوانین کرمانشاهان و نماینده این استان در مجلس شورای ملی بود. 
عبدالحسین خان امیراحتشامی نوهٔ علیمرادخان سرتیپ و از از نوادگان آقا الیاس والی کرند در عصر شاه تهماسب صفوی بود. او ایلخان و سرتیپ فوج گوران کرندی، حاکم کرند غرب، ریجاب و سرحددار قصرشیرین و حومه بوده‌ است. نسب او در شجره نامه خانوادگی خاندان آقا الیاس که در کتاب ایلات و طوایف کرمانشاهان محمد علی سلطانی نیز آمده است، قابل اثبات است اما در ارجاع به صفحه اینترنتی سایت خبری در منابع پایین این متن به اشباه نگارش گردیده که((عبدالحسین امیراحتشامی نوهٔ علیمرادخان سرتیپ و از از نوادگان فرخ‌سلطان کرندی بود. او حاکم کرند غرب، ریجاب، قصرشیرین و حومه بوده‌ است)). پس از ۲۸ مرداد ۱۳۳۲ به عنوان نماینده کرمانشاه به مجلس شورای ملی راه یافت و با اینکه فضای مجلس بشدت مصدقی بود، در نخستین نطق پیش از دستورش، سخنانی علیه مصدق  کرد که سر و صدا و اعتراض شماری از نمایندگان را به همراه اورد و جلسه را به هم ریخت. امیراحتشامی گویا بی‌اطلاع از اینکه نفی مصدق به معنای نفی نهضت ملی شدن نفت نیست و شاه و نظام از این نهضت و از ملی شدن نفت دفاع می‌کنند(امیر احتشامی تصور می کرد خرده گرفتن به مصدق ارتباطی با ملی شدن صنعت ندارد )